# Нурсола (Іштимбальське сільське поселення)
Нурсо́ла (рос. Нурсола, марій. Нурсола) — присілок у складі Куженерського району Марій Ел, Росія. Входить до складу Іштимбальського сільського поселення.

## Населення
Населення — 40 осіб (2010; 39 у 2002).
Національний склад (станом на 2002 рік):
- марі — 95 %